# 40.M Nimród
40.M Nimród (węg. 40.M Nimród páncélvádasz és légvédelmi gépágyú) – węgierskie samobieżne działo przeciwlotnicze z okresu II wojny światowej, wykorzystywane także w roli niszczyciela czołgów.

## Historia
Pojazd był produkowany w zakładach budapeszteńskich Ganz na licencji szwedzkiego Landsverk Anti II. Pierwszy egzemplarz przybył ze Szwecji w grudniu 1938 roku, a pierwsze wozy wyprodukowano na Węgrzech w grudniu 1940 roku. Produkcja odbywała się w latach 1941-1943 i zakończyła się po wybudowaniu 135 pojazdów. Działo posiadało standardowe podwozie czołgu Toldi I oraz odkrytą od góry obrotową wieżę z armatą przeciwlotniczą Bofors 40 mm. Łącznie zbudowano 135 egzemplarzy w dwóch seriach produkcyjnych.  Początkowo planowano zastosowanie Nimroda także do zadań przeciwpancernych, ale kiedy okazało się, że jego armata była niewystarczająca do niszczenia ciężko opancerzonych czołgów przeciwnika wycofano go z tej roli.